# Twierdzenie Ponceleta
Twierdzenie Ponceleta - twierdzenie planimetrii: Proste łączące dowolny punkt z wierzchołkami wielokąta mającego nieparzystą liczbę boków wyznaczają na przeciwległych jego bokach takie odcinki, że iloczyn długości odcinków niemających wspólnych końców równa się iloczynowi długości pozostałych odcinków.
Twierdzenie to jest uogólnieniem twierdzenia Cevy.